# Joan Plowright
Joan Ann Olivier Plowright (ur. 28 października 1929 w Brigg, hrabstwo Lincolnshire, zm. 16 stycznia 2025 w Londynie) – brytyjska aktorka filmowa, nominowana do Oscara za rolę drugoplanową w filmie Czarowny kwiecień. W 1961 roku otrzymała Tony Award dla najlepszej aktorki w sztuce A Taste of Honey autorstwa Shelagh Delaney. Dwukrotnie nagrodzona Złotym Globem w 1993 za role drugoplanowe w filmie Czarowny kwiecień (1992) oraz w serialu Stalin (1992).
W 2004 roku została odznaczona Orderem Imperium Brytyjskiego klasy Dama Komandor (DBE), co upoważnia do używania tytułu szlacheckiego dame.
Żona znanego aktora teatralnego i filmowego sir Laurence’a Oliviera, z którym miała troje dzieci.
Zmarła 16 stycznia 2025 w domu dla emerytowanych aktorów Denville Hall w Northwood, w Londynie.

## Filmografia (wybór)
- 1960: The Entertainer
- 1980: Pamiętnik Anny Frank (The Diary of Anne Frank)
- 1985: Rewolucja (Revolution)
- 1990: Kocham cię na zabój (I Love You to Death)
- 1990: Avalon
- 1991: Czarowny kwiecień (Enchanted April)
- 1993: Dennis Rozrabiaka (Dennis the Menace)
- 1998: Miłosna samba (Dance with Me)
- 1999: Herbatka z Mussolinim (Tea with Mussolini)
- 2002: Globalna herezja (Global Heresy)
- 2003: Odnaleźć przeznaczenie (I am David)
- 2005: Pani Palfrey w hotelu Claremont (Mrs. Palfrey at the Claremont)